# Марьяновка (Марьяновская сельская община)
Марья́новка (укр. Мар'янівка) — село в Марьяновской сельской общине Новоукраинского района Кировоградской области Украины.
До 2020 года входило в Маловисковский район
Население по переписи 2001 года составляло 1155 человек. Почтовый индекс — 26240. Телефонный код — 5258. Код КОАТУУ — 3523183601.
В селе есть школа І—ІІІ ступеней.